# Anastasija Archipovskaja
Anastasija Alekseevna Archipovskaja (in russo Анастасия Алексеевна Архиповская?; Mosca, 19 dicembre 1998) è una sincronetta russa.

## Carriera
Archipovskaja ha disputato i I Giochi europei che si sono svolti nel 2015 a Baku, in Azerbaigian, vincendo due medaglie d'oro con la squadra della Russia. L'anno successivo diventa campionessa europea giovanile nella gara a squadre e nel libero combinato agli Europei juniores che si sono svolti a Fiume. Le stesse due specialità le fruttano pure due titoli mondiali di categoria ai campionati di Kazan' 2016.
Entrata a far parte della squadra maggiore, agli Europei di Glasgow 2018 vince due ori partecipando ai programmi libero e tecnico della gara a squadre. Nel corso dei campionati di Gwangju 2019 guadagna pure i suoi primi ori mondiali sempre con la squadra russa.

## Palmarès
- Mondiali

Gwangju 2019: oro nella gara a squadre (programma tecnico e libero) e nel libero combinato.
- Europei

Glasgow 2018: oro nella gara a squadre (programma tecnico e libero).
- Giochi europei

Baku 2015: oro nella gara a squadre e nel libero combinato.
- Mondiali giovanili

Kazan' 2016: oro nella gara a squadre e nel libero combinato.
- Europei giovanili

Fiume 2016: oro nella gara a squadre e nel libero combinato.